# Žentour
Žentour (angl. horse-gin, fr. manège, něm. Göpel) je historické zařízení k převádění síly zvířat na točivý moment na řemenici. Žentour sloužil v zemědělství k pohonu jednoduchých mlátiček, řezaček, šrotovníků. Žentour byl také používán u rumpálového zařízení na vytahování rudy z dolů.

## Historie
První dochovaná zmínka o žentourech pochází již z dob starověkého Egypta ze 3. století před naším letopočtem. Zařízení nazývaných sakia (také sakije nebo saqiya) využívajících zvířecí sílu bylo používáno k pohánění čerpacího zařízení pro zvedání vody z kanálu, řeky nebo studny do kanálu sloužícího k zavlažování polí, tak jak se dodnes používá v modernizované podobě na indickém subkontinentu. Žentoury byly využívány jak pro čerpání vody, tak pro práce v hornictví. V novodobé evropské historii o žentourech svědčí např. dokument vydaný českým králem Václavem II. kolem roku 1300 pro hornické město Kutná Hora, který zmiňuje „koně, provazy a další materiál k čerpání vody“. Tato technika se pak počátkem 14. století rozšířila z Kutné Hory do dalších hornických oblastí, např. do Korutan a Salcburku. Svůj název podle již nedochovaného žentouru má i důl v severní části návrší Landek v Petřkovicích, tzv. Žentourová jáma (Göpel Schacht), který byl prvním žentourovým černouhelným dolem na Ostravsku.
Dochovanou technickou památkou je žentour, který se nachází v saském Johanngeorgenstadtu u českých hranic, nebo v polském solném dole Wieliczka; detail lze vidět ve skanzenu v českých Zubrnicích.  

## Galerie

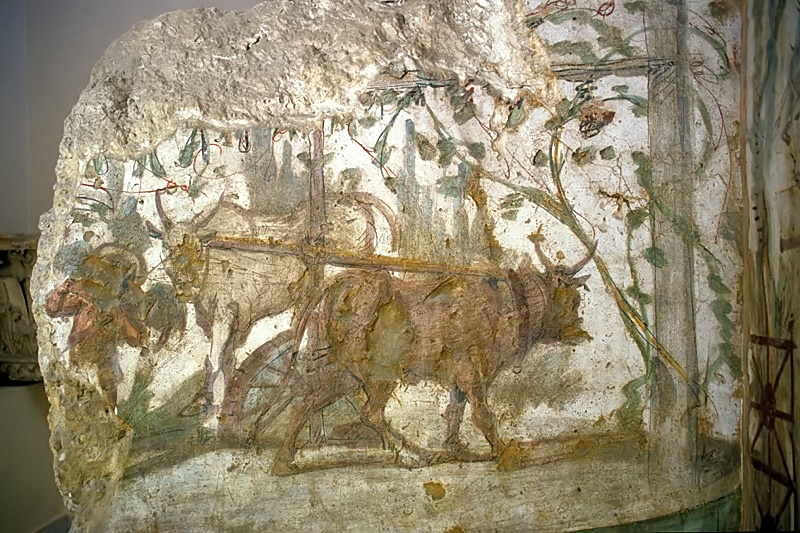
Historické vyobrazení využití žentouru v museu v Alexandrii
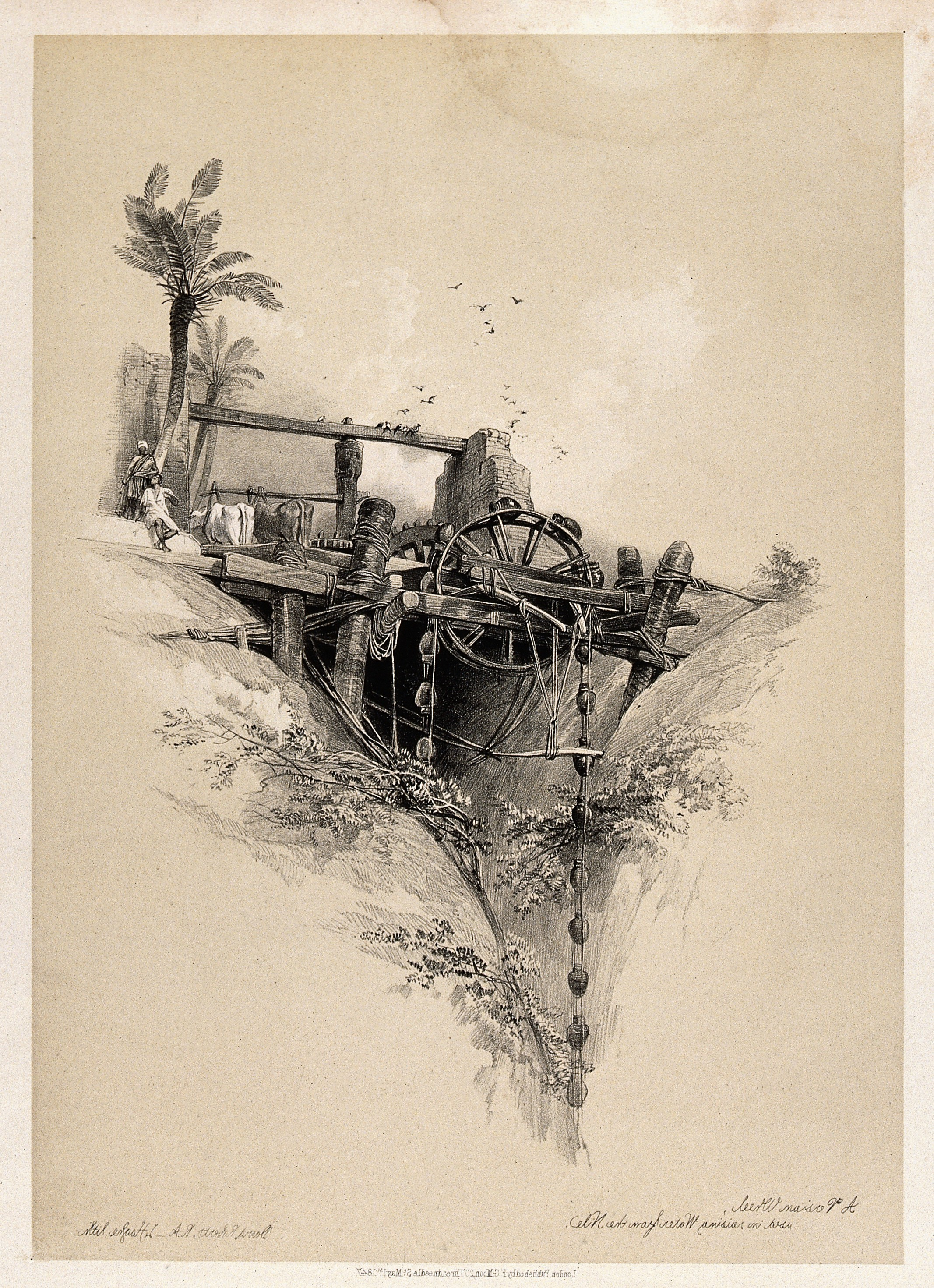
Čerpání vody u Nilu
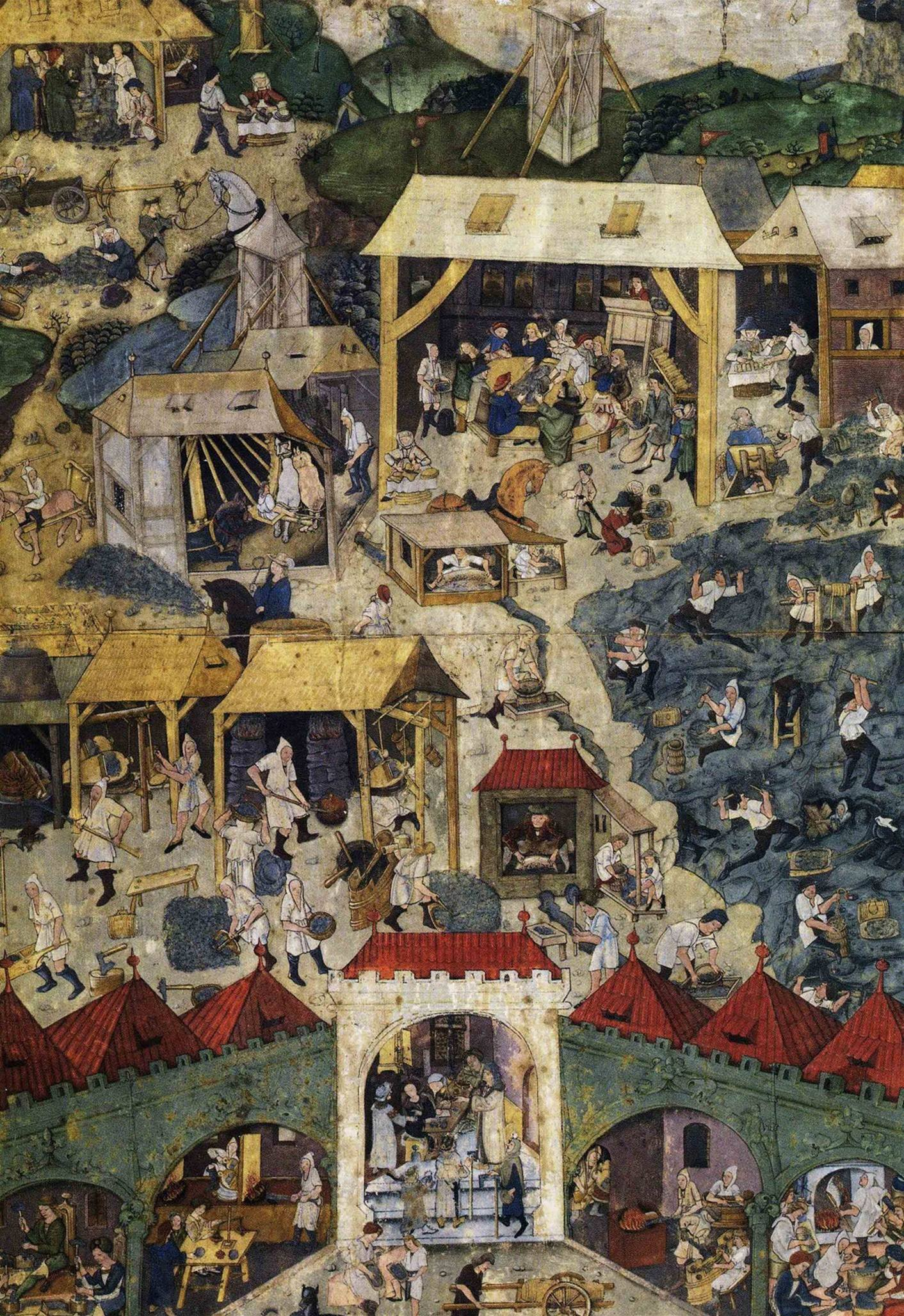
Stříbrný důl – Kutná Hora z roku 1490
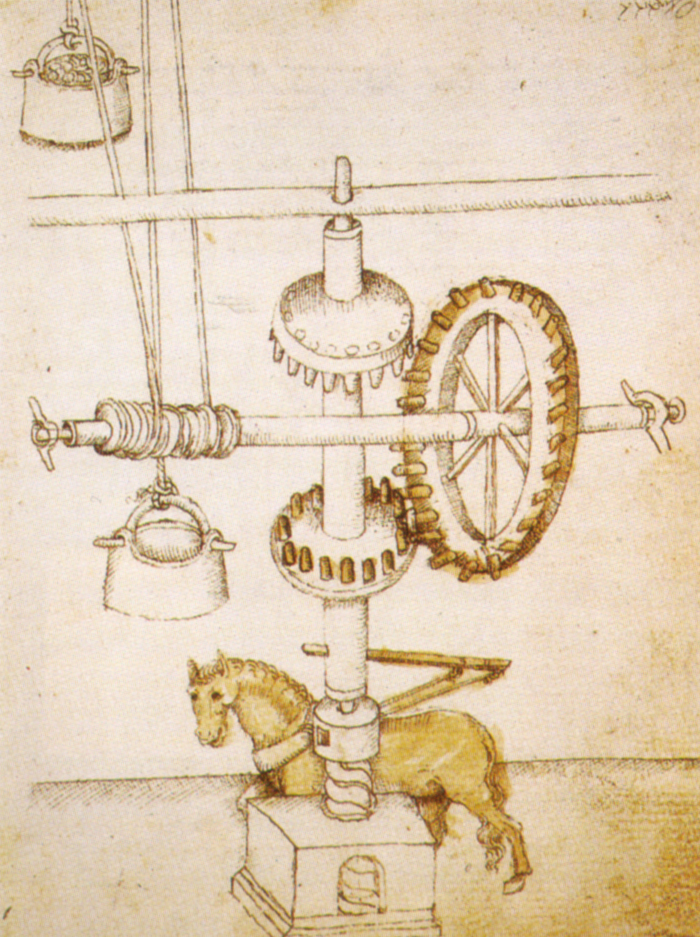
Historické zobrazení žentouru
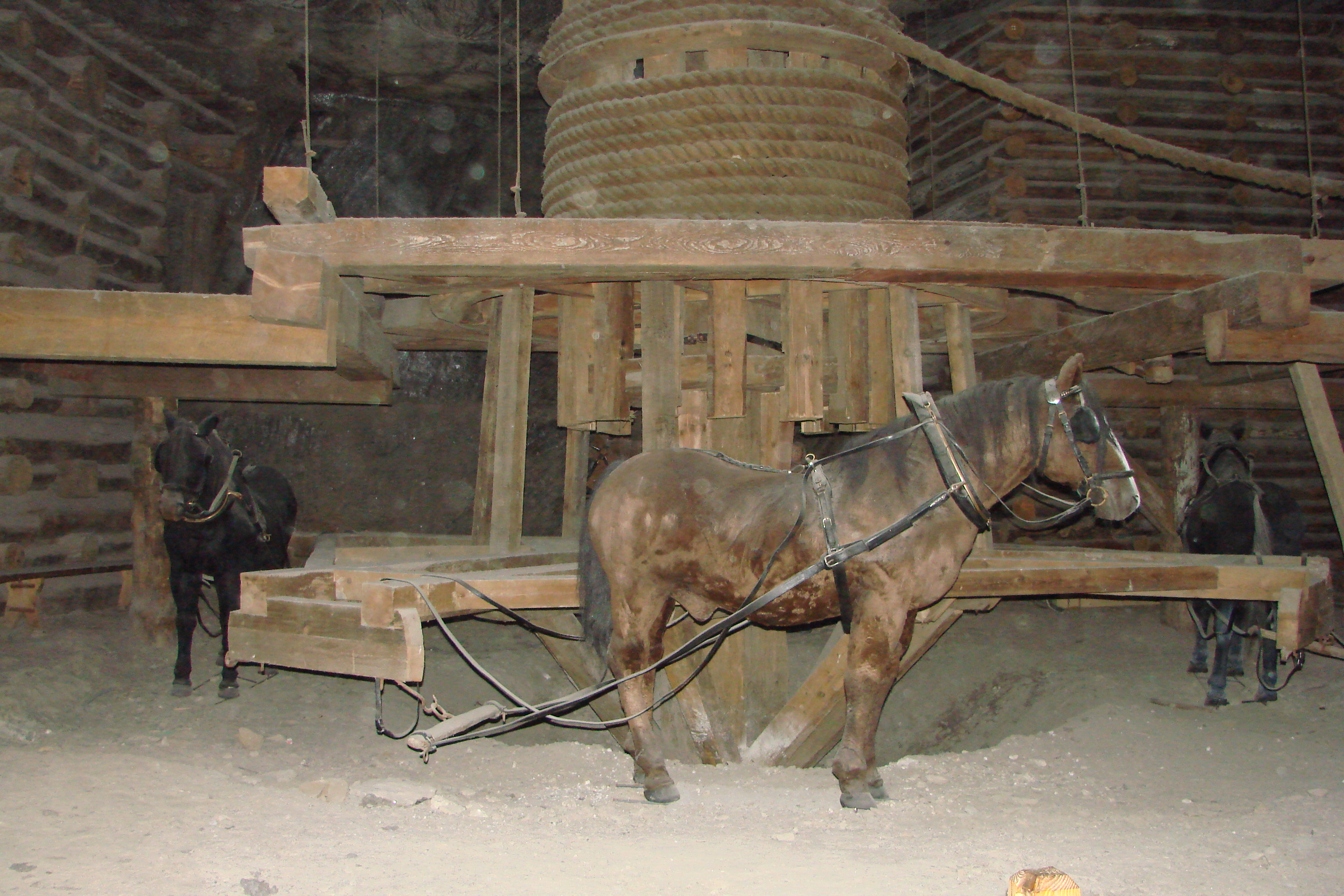
Žentour ve Wieliczce
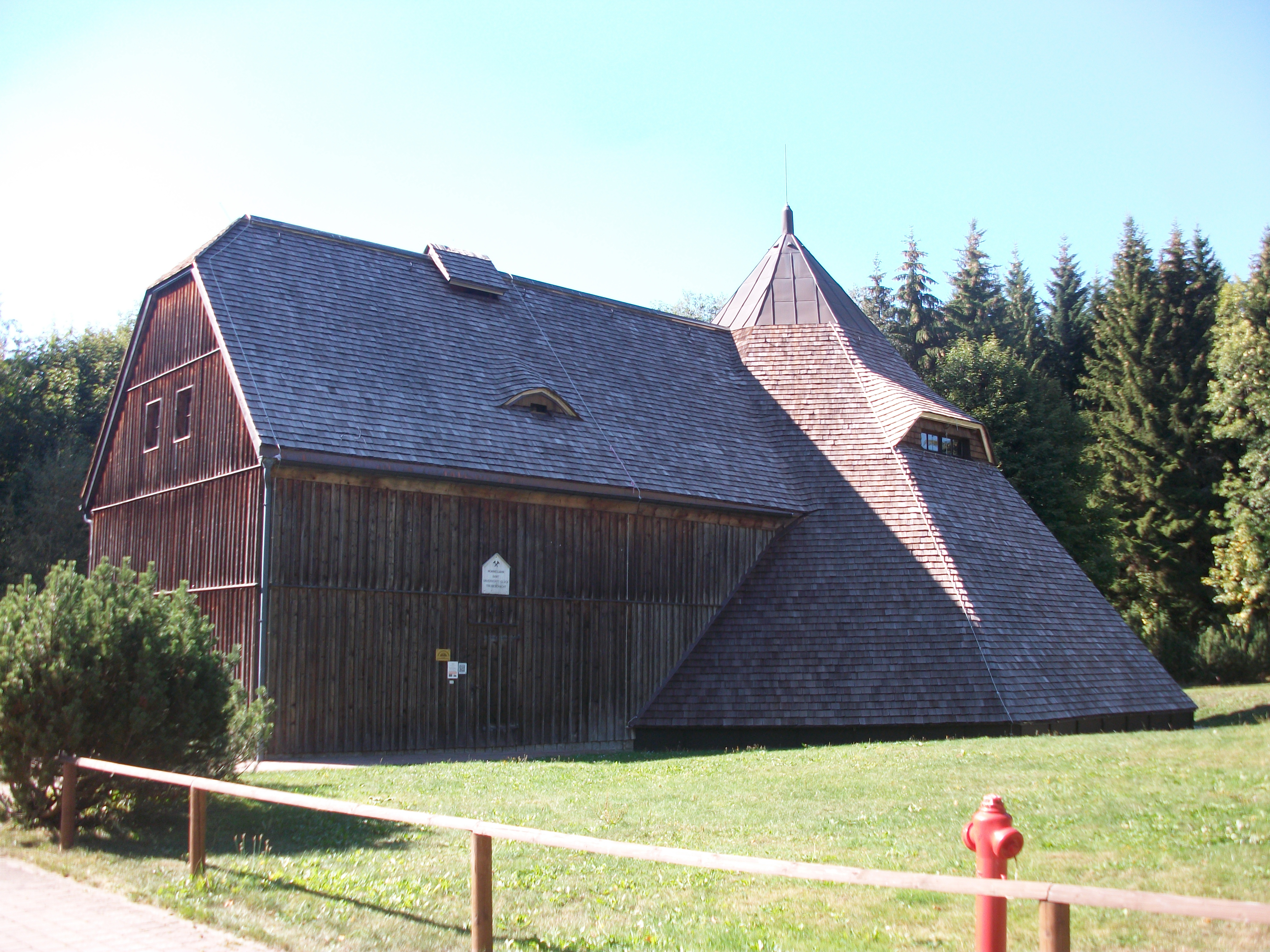
Budova, v níž je umístěn žentour v Johanngeorgenstadtu
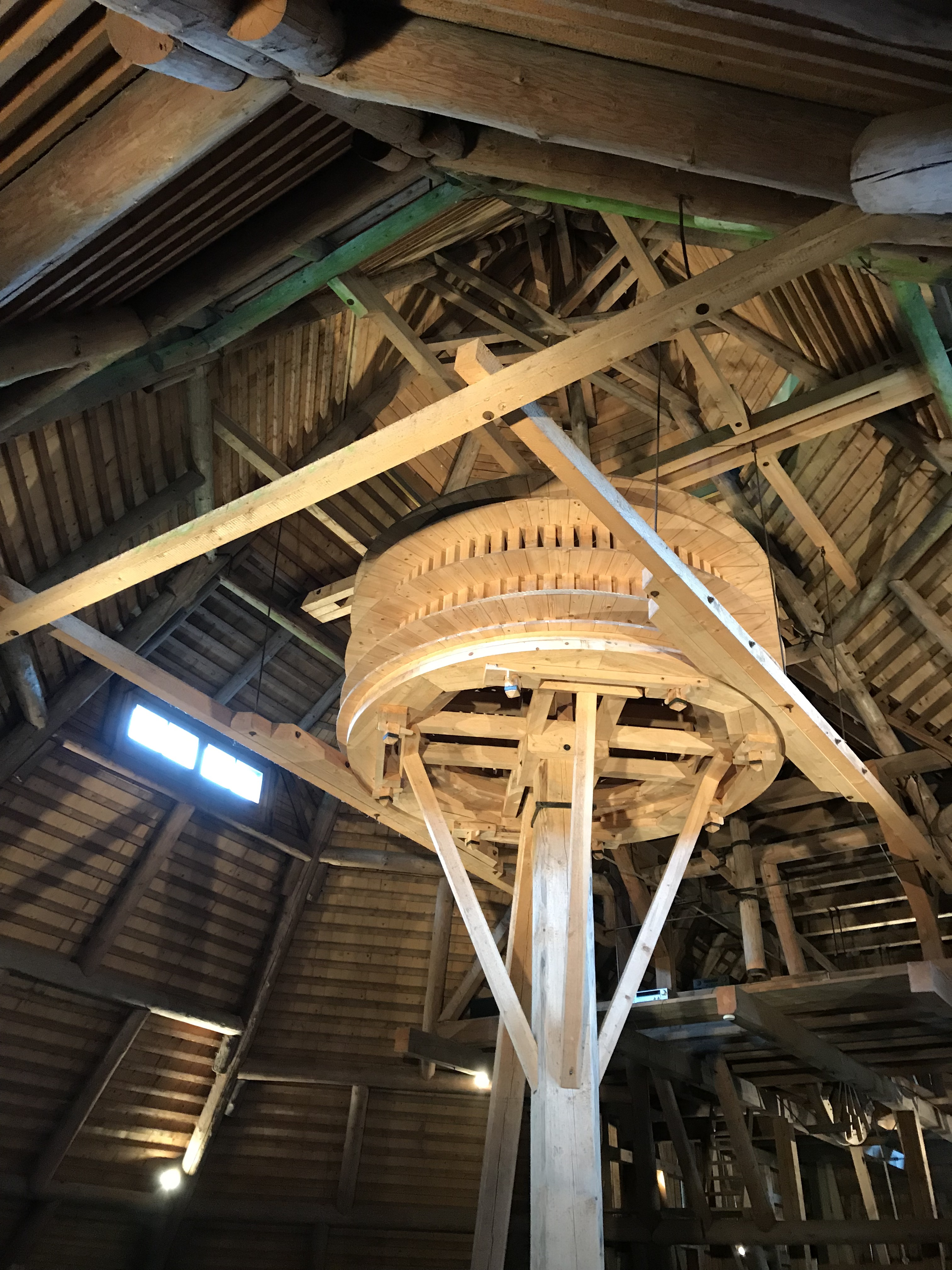
Detail historického žentouru v Johanngeorgenstadtu
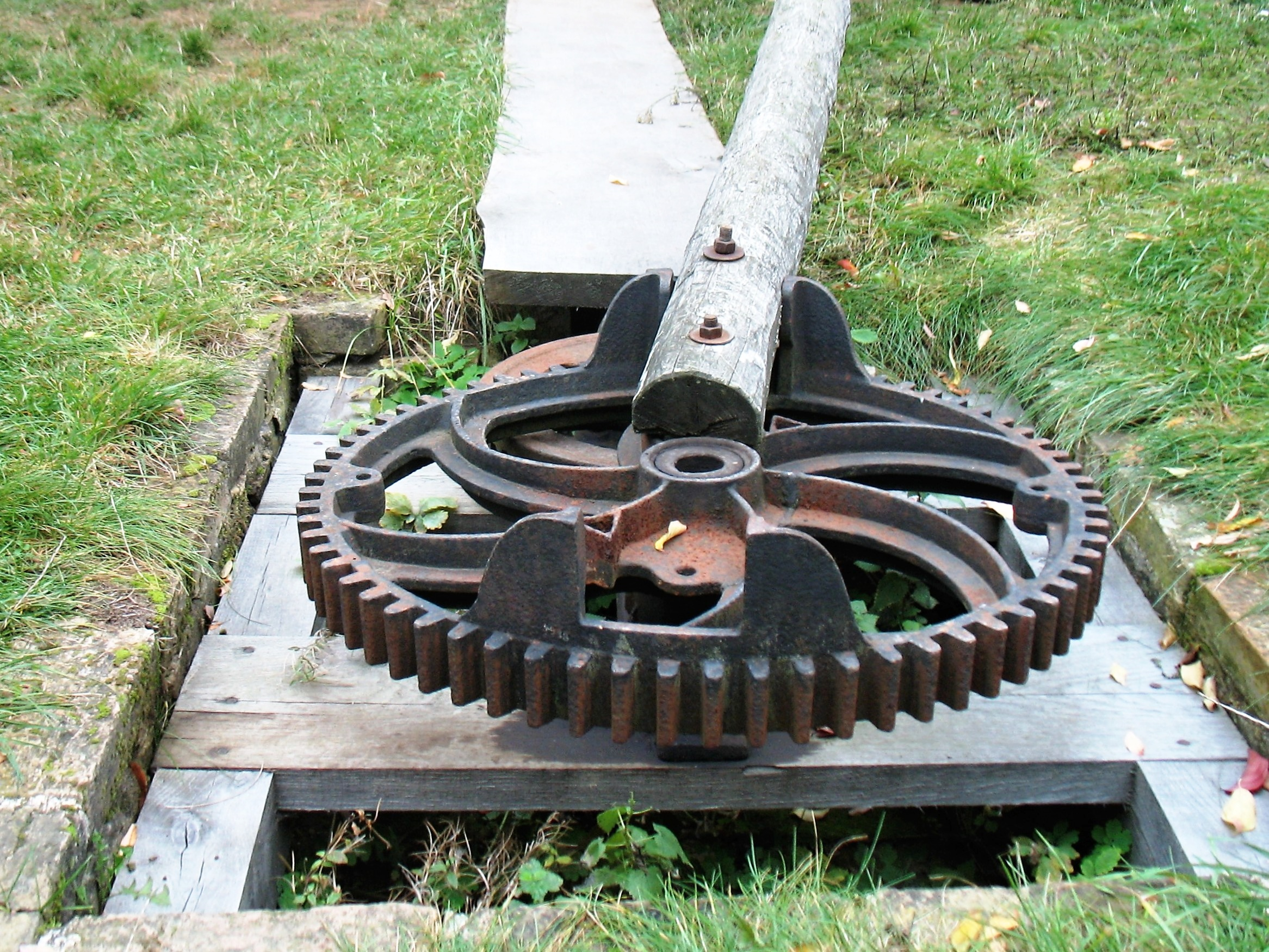
Detail kola žentouru ve skanzenu v Zubrnicích
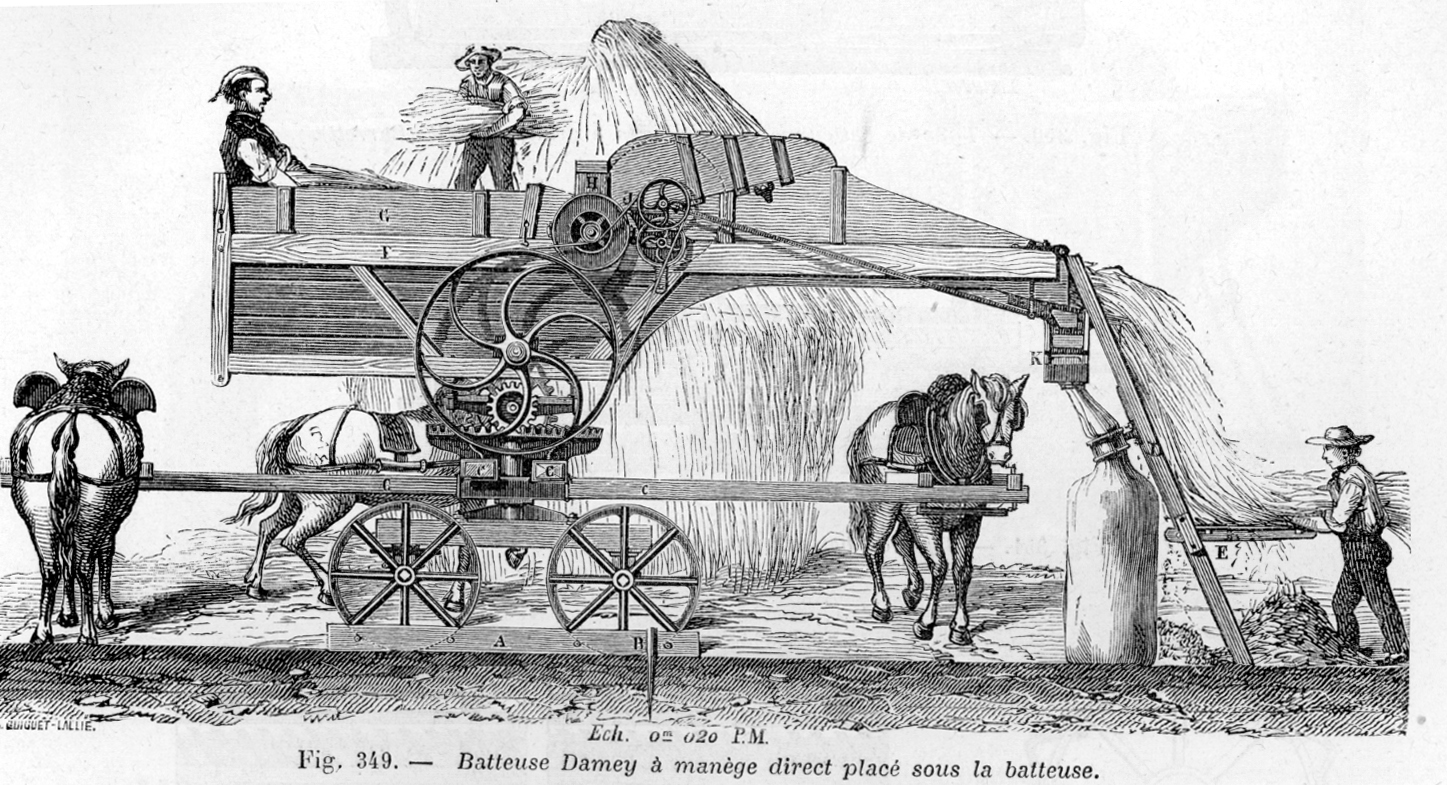
Žentourem poháněná mlátička (francouzský slovník, 1881)
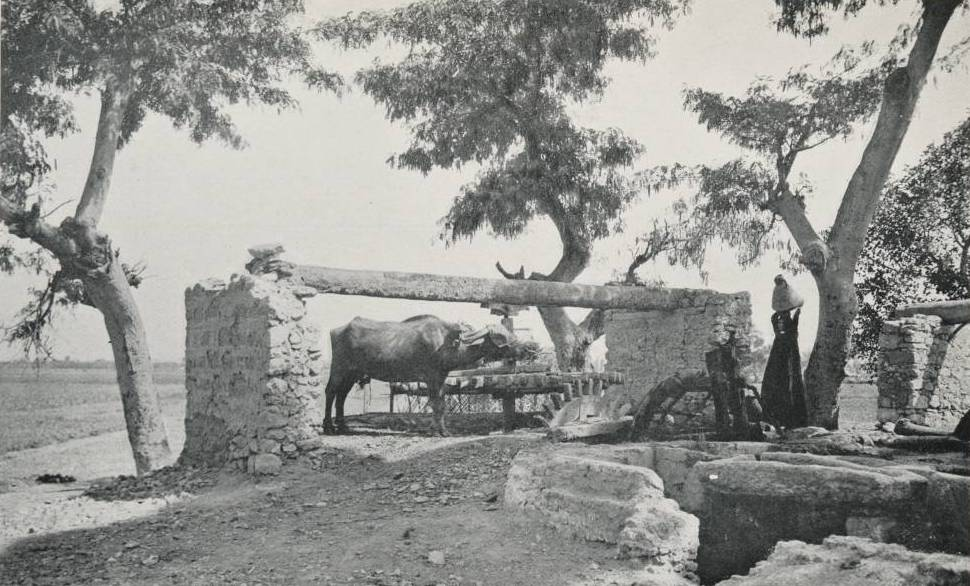
Sakia pro pumpování vody, foto 1906